# Iwan Bożenko
Iwan Siemionowicz Bożenko, ros. Иван Семёнович Боженко (ur. w 1896 r., zm. po 1945 r. w ZSRR) – propagandysta Rosyjskiej Armii Wyzwoleńczej, a następnie szef wydziału propagandowego 1 Dywizji Piechoty Sił Zbrojnych Komitetu Wyzwolenia Narodów Rosji podczas II wojny światowej
W młodości działał w rewolucyjnym kręgu. Po rewolucji bolszewickiej 1917 r. wstąpił do nowo formowanych wojsk Białych. W okresie międzywojennym, ukrywając swoją przeszłość, mieszkał w różnych rejonach ZSRR. Zajmował się handlem. Po ataku wojsk niemieckich na Związek Radziecki 22 czerwca 1941 r., został zmobilizowany do Armii Czerwonej. Wkrótce dostał się do niewoli niemieckiej. Przebywał w różnych obozach jenieckich. W 1943 r. wstąpił do Rosyjskiej Armii Wyzwoleńczej (ROA). Otrzymał stopień kapitana. Stanął na czele Komitetu Rosyjskiego w okupowanym Pskowie. Pełnił funkcję wykładowcy na miejscowych kursach propagandowych ROA. Pod koniec marca 1945 r. w stopniu majora został szefem wydziału propagandy 1 Dywizji Piechoty Sił Zbrojnych Komitetu Wyzwolenia Narodów Rosji. Po zakończeniu wojny dostał się do niewoli sowieckiej. Po procesie skazano go na karę wieloletniego pobytu w łagrach, gdzie zmarł.